# 인천남부초등학교

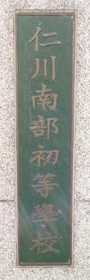
명판

인천남부초등학교는 대한민국 인천광역시 미추홀구에 있는 공립 초등학교이다.

## 학교 연혁
- 1978년 3월 2일 인천남부국민학교 개교(13학급: 1~4학년)
- 1981년 2월 19일 제1회 졸업식(남 96명, 여 120명 계 216명)
- 1996년 3월 1일 인천남부초등학교로 개명
- 1999년 3월 1일 자월면 이작분교장을 본교에 편입(2학급 10명)
- 2003년 6월 30일 전자도서관 개관식
- 2003년 12월 31일 인천광역시남부교육청 우수학교 표창
- 2004년 11월 18일 인천광역시교육청지정 YP 시범학교운영 사이버보고회
- 2005년 11월 7일 인천광역시교육청 독서 분야 교육과정 우수교 선정
- 2007년 6월 1일 인천광역시교육청지정 영어교육 연구시범학교 선정
- 2010년 4월 19일 이작분교장 도서실 개관
- 2011년 1월 20일 솔빛관(다목적강당) 준공
- 2011년 1월 31일 교육복지 우선지원사업 학교 지정 운영
- 2012년 3월 1일 제13대 김성곤 교장선생님 취임
- 2012년 3월 2일 인천광역시 교육청지정 과학완구활용 융합인재교육 중심학교 운영
- 2012년 12월 26일 녹색생활 실천 확산을 위한 탄소발자국 우수교육기관 선정
- 2013년 3월 1일 인천광역시교육청 효체험 중심학교 지정 운영
- 2013년 7월 26일 급식실 현대화 공사
- 2014년 2월 13일 제34회 졸업식(졸업생 본교 159명 분교 1명 총11,495명 졸업)
- 2014년 3월 1일 본교 36학급(특수학급 2학급 포함), 분교 2학급으로 편성
- 2014년 3월 1일 인천광역시교육청 2014 스마트스쿨 선도학교 지정 운영
- 2014년 3월 1일 인천광역시교육청 독서토론논술교육 중심학교 지정 운영
- 2014년 4월 2일 2014 흡연예방 및 금연교육 선도학교 선정
- 2014년 4월 17일 2014 공교육 내 대안교육(학교내 대안교실)선정
- 2014년 4월 3일 가족음악회
- 2014년 5월 23일 스마트교실 구축
- 2014년 8월 25일 통학로 정비
- 2014년 8월 29~30일 부모와 함께하는 진로캠프
- 2014년 10월 2일 남부 효도잔치 한마당
- 2014년 11월 7일 남부 한마음축제
- 2015년 2월 13일 제35회 졸업식(졸업생 본교 139명 분교 2명 총 11,636명 졸업)
- 2015년 3월 1일 2015년 03. 01 제14대 김진용 교장선생님 취임
- 2015년 3월 1일 본교 35학급(특수 2학급포함), 분교 2학급으로 편성.(재학생 본교 817명, 분교 5명)
- 2020년 1월  31일 제40회 졸업식(졸업생 본교 138명 분교 모름  남 74명 여64명 )

## 참고 자료
- 인천남부초등학교 - 한국교육학술정보원 학교알리미